# 前田菊姫

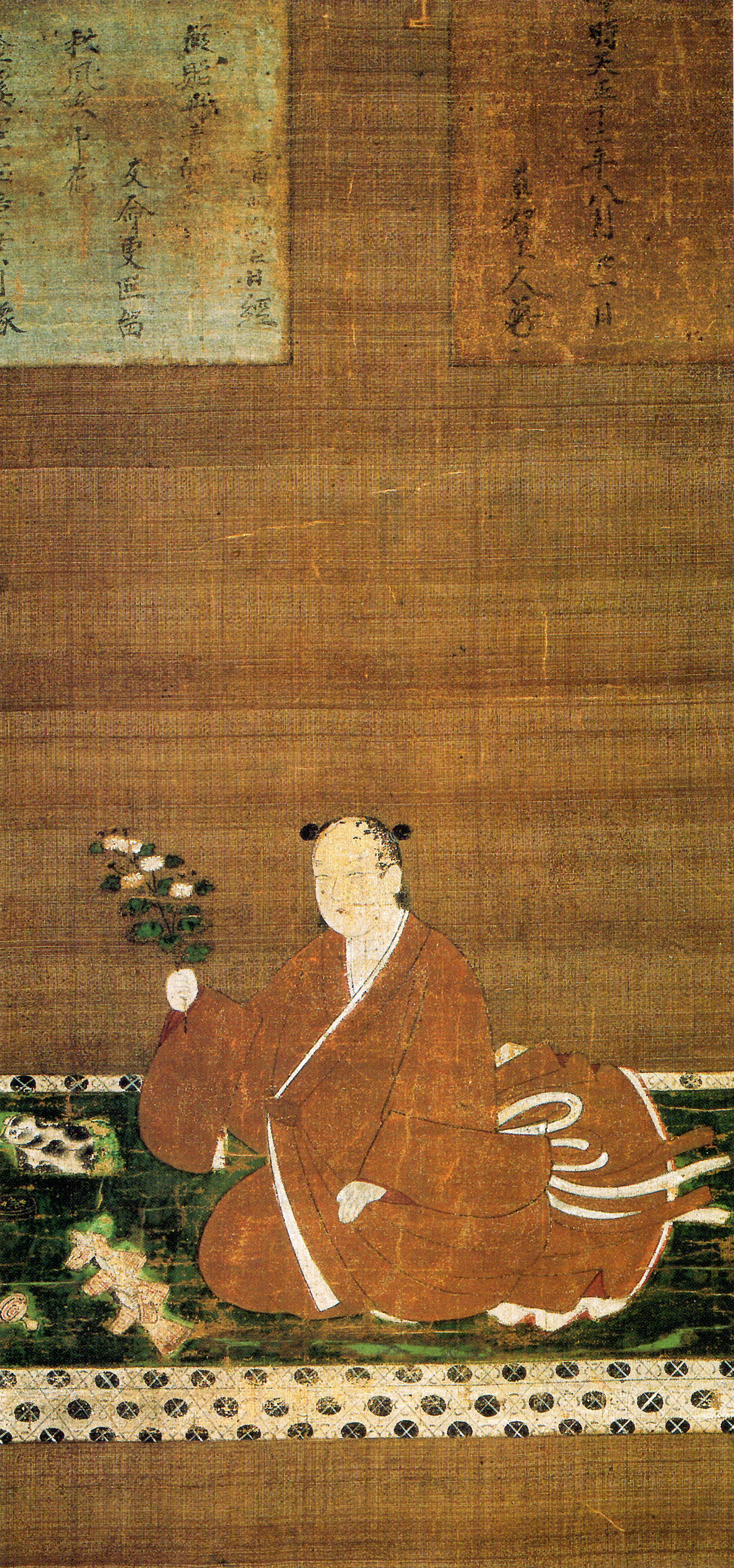
前田菊姫（西教寺所蔵）

前田 菊姫（まえだ きくひめ、天正6年（1578年） - 天正12年8月21日（1584年9月25日））は、安土桃山時代の人物。前田利家の六女。羽柴秀吉の養女。母は利家の側室の隆興院。
前田利家の子に生まれ、近江金物問屋西川重元のもとで生育され、子供がなかった羽柴秀吉の養女となるが、1584年にわずか7歳で没し、西教寺に葬られた。
西教寺に肖像画が残されており、髪を美豆良のように結い、その名にちなんで､右手に一本の菊の花を持ち、上畳の上には、人形や独楽などの玩具が置いてある。
滋賀県の西教寺、石川県の西方寺に肖像画がある。

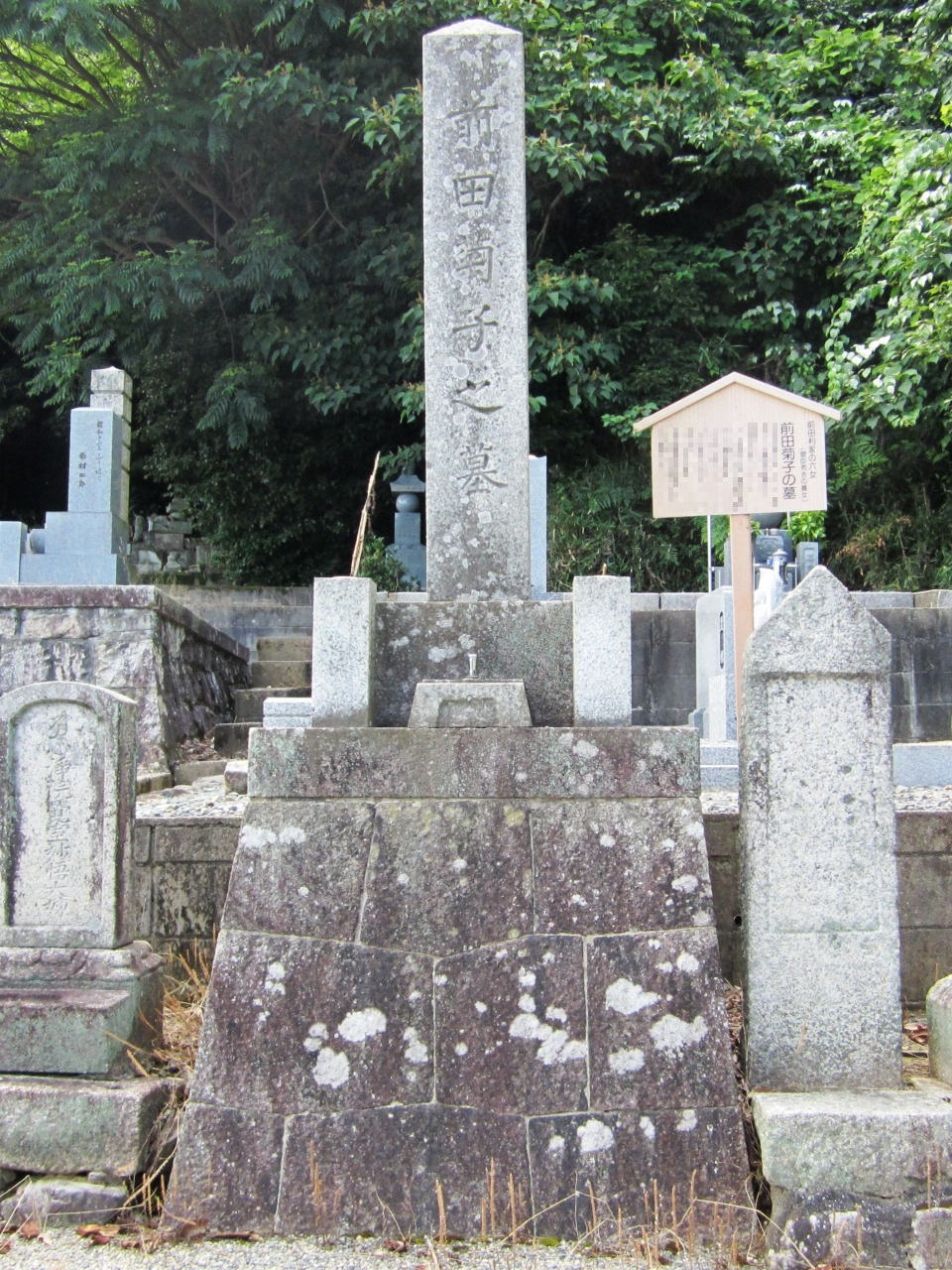
西教寺の墓